# Ruth Aguilera

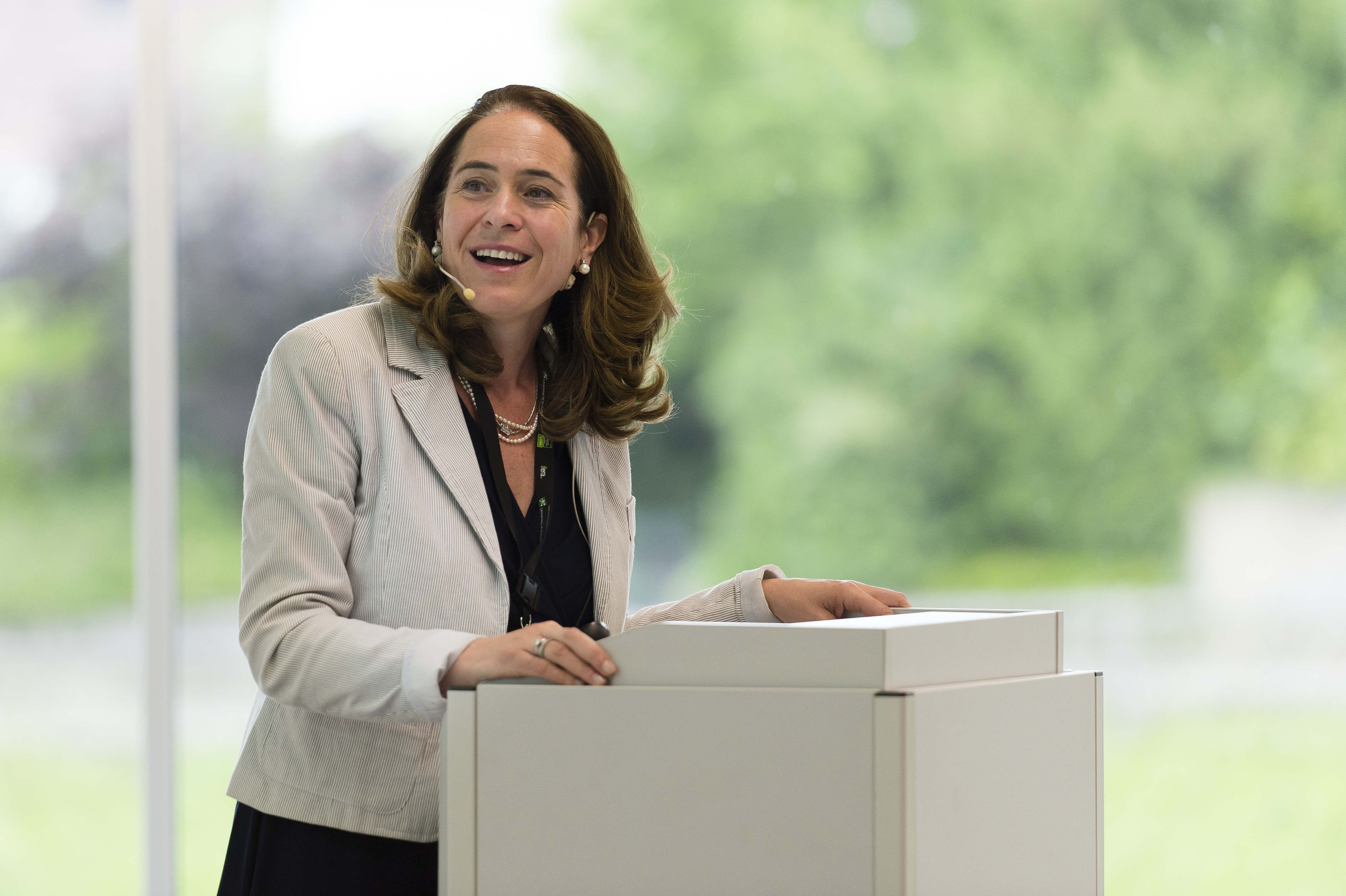
Fotografía de Ruth Aguilera.

Ruth V. Aguilera es una académica en ciencias de la administración radicada en Boston. Es conocida públicamente por su investigación sobre el monitoreo y la transformación del gobierno corporativo global para mejorar el desempeño empresarial global. Es la Profesora Distinguida Darla y Frederick Brodsky de Negocios Globales en la Escuela de Negocios D'Amore-McKim de la Universidad Northeastern (Boston), así como profesora invitada en ESADE Business School en su ciudad natal, Barcelona, Cataluña, España. Es una activa editora académica, y prolífica autora de varios cientos de artículos, muchos de los cuales han recibido las más altas distinciones. 

## Educación
Tiene títulos universitarios en Economía (BBA) y  en Administración de Empresas (MA, 1992) de la Universidad de Barcelona, España. Obtuvo su maestría (AM, 1996) y doctorado (PhD, 1999) en Sociología de la Universidad de Harvard. Su tesis doctoral se titula "Élites, corporaciones y la riqueza de las naciones".

## Carrera
Después de completar su doctorado, comenzó su trabajo académico como profesora en la Facultad de Negocios de la Universidad de Illinois en Urbana-Champaign, donde permaneció como profesora titular hasta 2014. En 2014-15, fue profesora en la Escuela de Negocios de la Universidad Nacional de Singapur. Desde 2015, es profesora distinguida en la Escuela de Negocios D'Amore-McKim de la  Universidad Northeastern. Paralelamente, desde 2020, es profesora invitada en el Departamento de Estrategia y Dirección General, Esade Business School, Universitat Ramon Llull, en Barcelona, Cataluña, España.

## Servicio editorial
Ha sido editora activa en muchas revistas académicas, entre ellas Academy of Management Review, Academy of Management Perspectives, Administration Science Quarterly, Business Ethics: A European Review, Corporate Governance: An International Review, Strategy Journal, 
Journal of International Business Studies, Journal of Management and Governance, Management International Review, Organization Science, Organization Studies, Organization Theory, Oxford Research Reviews, Strategic Management Journal, y Strategy Insights.

## Membresías
Ha sido nombrada sucesivamente como miembro de la Academy of International Business (2016), miembro de la Strategic Management Society (2018), y miembro de la Academy of Management (2022).

## Publicaciones
Sus artículos más citados son:
- Aguilera, Ruth V.; Jackson, Gregory (2003). "The Cross-National Diversity of Corporate Governance: Dimensions and Determinants". Academy of Management Review. 28 (3): 447–465. doi 10.5465/amr.2003.10196772.[19] Citado 2970 veces (March 2024).[20]
- Aguilera, Ruth V.; Cuervo-Cazurra, Alvaro (2004). "Codes of Good Governance Worldwide: What is the Trigger?". Organization Studies. 25 (3): 415–443. doi 10.1177/0170840604040669.[21] Cited 1160 times (March 2024).[20]
- Rupp, Deborah E.; Ganapathi, Jyoti; Aguilera, Ruth V.; Williams, Cynthia A. (2006). "Employee reactions to corporate social responsibility: an organizational justice framework". Journal of Organizational Behavior. 27 (4): 537–543. doi 10.1002/job.380.[22] Cited 1387 times (March 2024).[20]
- Aguilera, Ruth V.; Rupp, Deborah E.; Williams, Cynthia A.; Ganapathi, Jyoti (2007). "Putting the S back in corporate social responsibility: A multilevel theory of social change in organizations". Academy of Management Review. 32 (3): 836–863. doi 10.5465/amr.2007.25275678.[23] Cited 4841 times (March 2024).[20]

### Libros
- Federowicz, Michał; Aguilera, Ruth V., eds. (2003). Corporate Governance in a Changing Economic and Political Environment. London: Palgrave Macmillan UK. doi 10.1057/9780230286191. ISBN 978-1-349-51500-4.[24]

### Capítulos
Es autora de muchos capítulos de libros académicos, cuya lista completa puede consultarse en Researchgate.